# Vully-les-Lacs
Vully-les-Lacs ist seit dem 1. Juli 2011 eine politische Gemeinde im Kanton Waadt in der Schweiz.
Vully-les-Lacs entstand per 1. Juli 2011 aus den nun ehemaligen Gemeinden Bellerive, Chabrey, Constantine, Montmagny, Mur, Vallamand und  Villars-le-Grand. Die Gemeindeverwaltung befindet sich im Dorf Salavaux, das zu Bellerive gehörte.
Ursprünglich war auch Cudrefin als Fusionspartner vorgesehen. Dieses Projekt wurde jedoch von den Stimmberechtigten der Gemeinde Cudrefin abgelehnt. 2005 wurden in einer Vorstudie lediglich Bellerive, Constantine, Montmagny und Vallamand als mögliche Fusionspartner genannt.
Bis 1811 bildeten die Südostabhang des Mont Vully gelegenen Gemeinden Bellerive, Constantine und Montmagny bereits eine Grossgemeinde.
Der Gemeindename leitet sich einmal vom Mont Vully ab, an dem die Gemeinde liegt, und zum anderen meint «les-Lacs», dass die Gemeinde an zwei Seen liegt: am Neuenburgersee im Nordwesten und – mit weitaus längerer Uferlinie – am Murtensee im Osten. Durch die Gemeinde fliesst die Broye, die hier auch in den Murtensee mündet.
Nachbargemeinden sind im Norden Cudrefin, im Osten Mont-Vully im Kanton Freiburg, im Süden Avenches, im Südwesten Saint-Aubin und im Westen Delley-Portalban.